# 高旻寺
高旻寺（こうびんじ）は、中華人民共和国江蘇省揚州市邗江区にある仏教寺院。鎮江の金山寺・常州の天寧寺・寧波の天童寺と並んで中国禅宗四大叢林と併称される。

## 歴史
高旻寺は隋代（581年-618年）に建立された。
清の順治8年（1651年）、両河総督呉惟華は天中塔を建立する。「塔廟」と改称。康熙38年（1699年）、康熙帝が南遊し、塔廟を経由し、「高旻寺」の額を賜る。康熙42年（1703年）、塔湾行宮を増築した。雍正年間、天慧実徹により再興される。咸豊3年（1853年）、太平天国の乱の火難で寺は全焼した。光緒年間に寺院が再建される。
1983年、中華人民共和国国務院は仏寺を漢族地区仏教全国重点寺院に認定した。

## 伽藍
山門、大雄宝殿、老禅堂、念仏堂、蔵経楼、玉仏堂、西楼、水架涼亭、寮房